# Babarcszőlős
Babarcszőlős is een plaats (község) en gemeente in het Hongaarse comitaat Baranya. Babarcszőlős telt 141 inwoners (2001).